# 南宫敬叔
南宮敬叔（？—？），姬姓，南宮氏，名閱或說，一名縚，谥敬，孔子門下弟子之一，為魯國大夫，是孟僖子的儿子，孟懿子的弟弟。母親泉丘人之女。
前518年，孟僖子臨終之前，讓孟懿子、南宮敬叔都要將孔子作為老師。孔子曾經帶南宮敬叔到王城洛邑向老聃問礼。

## 子孙
- 子：南宫路
  - 孙：南宫会
    - 曾孙：南宫虔[4]